# Teixoso
Teixoso ist ein Ort und eine ehemalige Gemeinde (Freguesia) im portugiesischen Kreis Covilhã. Die Gemeinde hatte 4361 Einwohner (Stand 30. Juni 2011).
Am 29. September 2013 wurden die Gemeinden Teixoso und Sarzedo zur neuen Gemeinde União das Freguesias de Teixoso e Sarzedo zusammengeschlossen. Teixoso ist Sitz dieser neu gebildeten Gemeinde.